# Calolampra
A Calolampra a rovarok (Insecta) osztályának csótányok (Blattodea) rendjébe, ezen belül az eleventojó csótányok (Blaberidae) családjába tartozó nem.

## Rendszerezés
A nembe az alábbi 30 faj tartozik (meglehet, hogy a lista hiányos):
- Calolampra aspera
- Calolampra atra
- Calolampra candidula
- Calolampra characterosa
- Calolampra confusa
- Calolampra darlingtoni
- Calolampra depolita
- Calolampra elegans Roth & Princis, 1973[2]
- Calolampra fenestrata
- Calolampra fraserensis
- Calolampra ignota
- Calolampra indonesica
- Calolampra insularis
- Calolampra irrorata
- Calolampra malaisei
- Calolampra marginalis
- Calolampra mjoebergi
- Calolampra nitida
- Calolampra obscura
- Calolampra paula
- Calolampra pernotabilis
- Calolampra propinqua
- Calolampra punctosa
- Calolampra signatura
- Calolampra solida
- Calolampra subgracilis
- Calolampra submarginalis
- Calolampra tepperi
- Calolampra truncata
- Calolampra queenslandica

### Fordítás
- Ez a szócikk részben vagy egészben  a   Calolampra című angol Wikipédia-szócikk ezen változatának fordításán alapul.  Az eredeti cikk szerkesztőit annak laptörténete sorolja fel. Ez a jelzés csupán a megfogalmazás eredetét és a szerzői jogokat jelzi, nem szolgál a cikkben szereplő információk forrásmegjelöléseként.